# Lukaskirche (Freiburg im Breisgau)

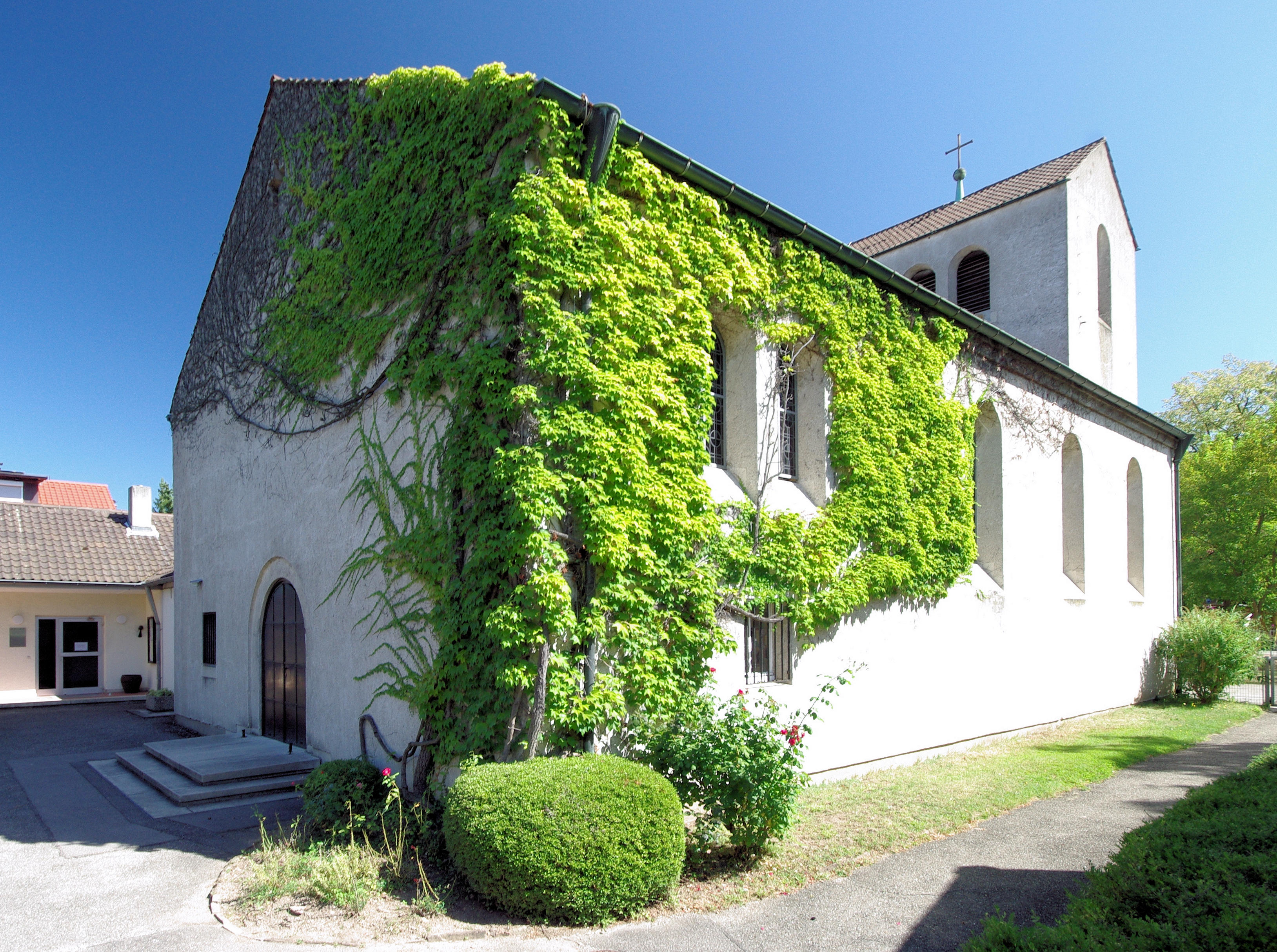
Lukaskirche in Freiburg

Die Lukaskirche ist eine evangelische Kirche im Stadtteil St. Georgen der Stadt Freiburg im Breisgau. Sie gehört zur Pfarrgemeinde Freiburg-Südwest der Evangelischen Landeskirche Baden. Benannt ist sie nach dem Evangelisten Lukas. Sie gehört zu den verlässlich geöffneten Kirchen.

## Geschichte
Nach dem Zweiten Weltkrieg wuchs der Anteil der evangelischen Wohnbevölkerung auch im weitgehend katholisch geprägten Stadtteil St. Georgen stark an und deshalb war die bis dahin zuständige Melanchthonkirche in Freiburg-Haslach dem nicht mehr gewachsen.
Die Kirche wurde im Jahr 1954 erbaut und im Januar 1955 eingeweiht.
Neben dem Kirchengebäude liegt das Gemeindezentrum der Lukas-Gemeinde und ein Oberlin-Kindergarten.

## Beschreibung

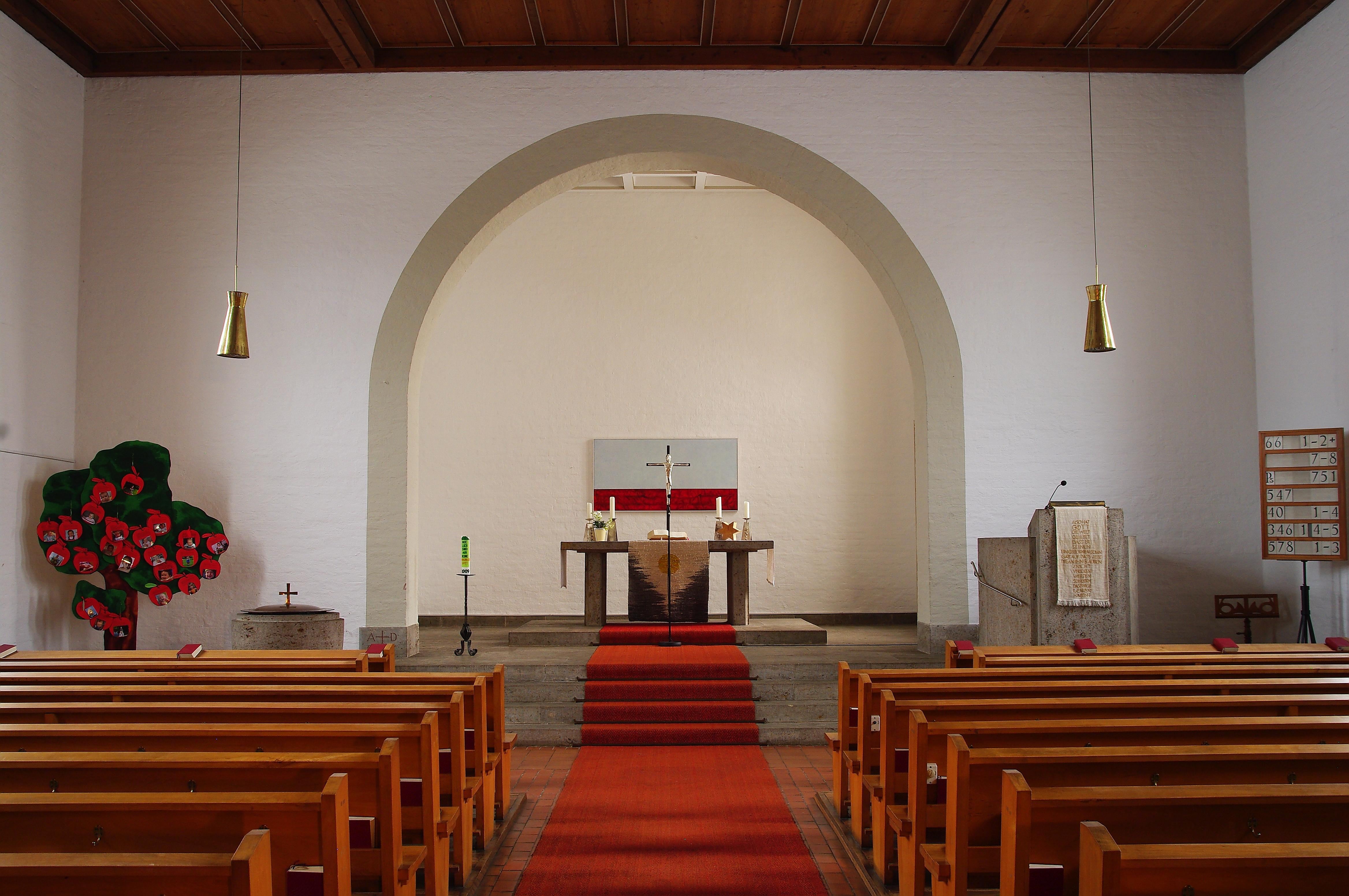
Innenansicht

Der Kirchenbau ist von äußerster Schlichtheit und gleicht eher einer alten Dorfkirche als einem modernen Kirchenbau. Einem rechteckigen Saalbau in West-Ost-Richtung mit Satteldach ist auf der Ostseite ein massiver rechteckiger, verhältnismäßig niederer Turm, ebenfalls mit Satteldach, in Querrichtung angegliedert. Auf der Südseite des Satteldachs ist eine Photovoltaikanlage mit einer Fläche von etwa 50 m² und einer Nennleistung von 4,83 kW installiert.
Der Innenraum mit flacher Holzdecke wird von rundbogigen klaren Fenstern belichtet. Rundbogig sind auch das Eingangsportal und die Schallöffnungen im Turm. Der Altarraum ist eingezogen und wird vom Kirchenraum durch einen gerundeten Chorbogen abgeteilt.

## Ausstattung

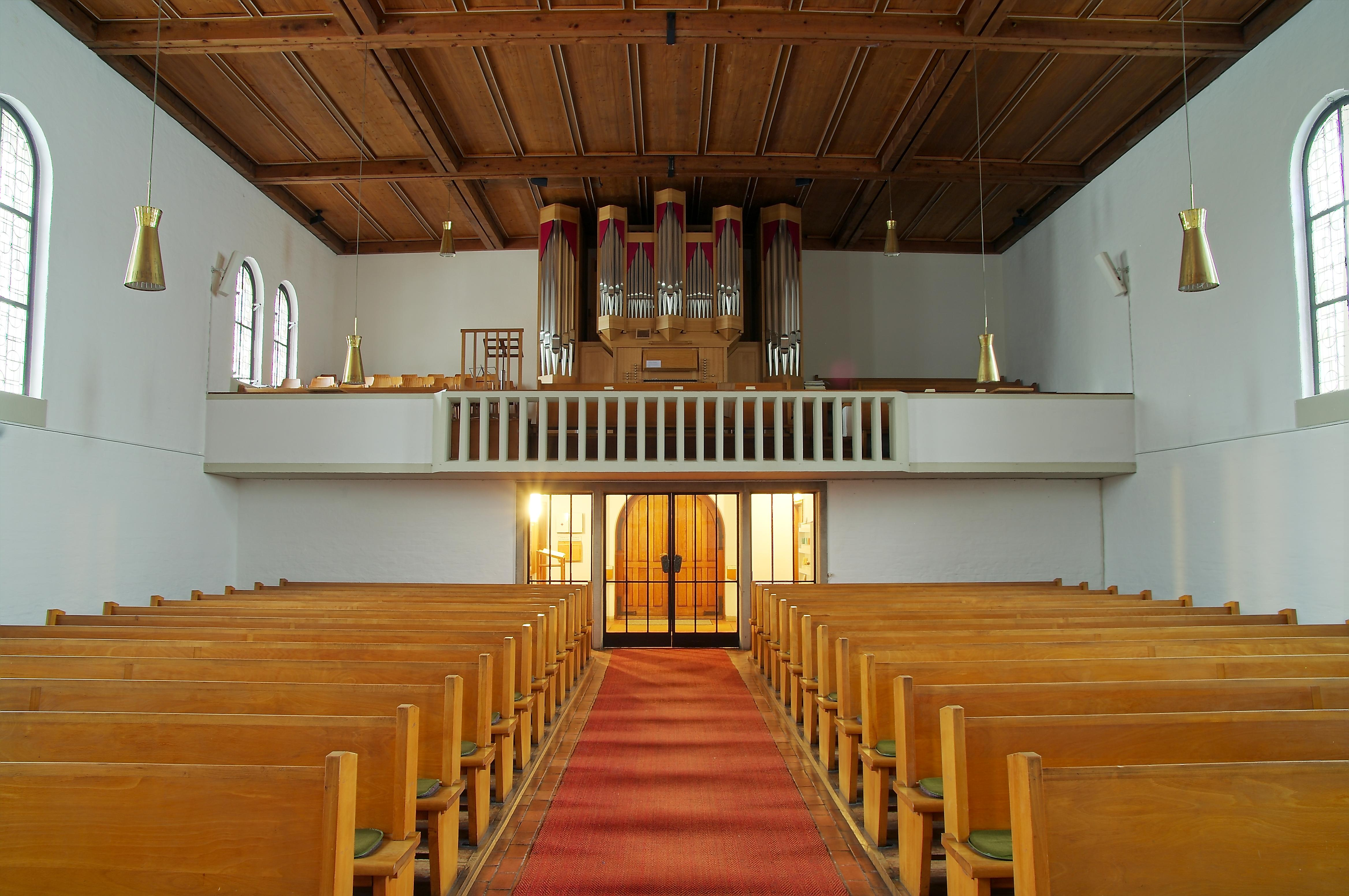
Empore mit Orgel

Die Ausstattung ist sparsam. Hinter dem schlichten Altar an der Rückwand hängt ein Bild der Künstlerin Chris Popovic mit dem Titel „Cubicularium-ein-geboren“, im Kirchenraum vor dem Chorbogen, befindet sich links ein schlichtes Taufbecken, rechts ein ebenfalls schlichtes Predigtpult.
Auf der Empore im Eingangsbereich befindet sich eine Orgel des Orgelbauers Georges Heintz aus Schiltach (Opus 200). Sie ersetzt seit 2006 ein Vorgängerinstrument, das nach gut vierzig Jahren wegen schlechten Zustands und eines Wasserschadens aufgegeben werden musste. Das Instrument verfügt über 20 Register auf zwei Manualen und Pedal.

## Glocken
Im gedrungenen Turm befinden sich drei Glocken, die im Dezember 1954 von der Glockengießerei Bachert in Karlsruhe gegossen wurden. Eine Übersicht über die Daten, Inschriften und Symbole gibt die folgende Tabelle.
| Glocke | Name                            | Durchmesser | Gewicht | Schlagton | Inschrift                                                                | Symbol                                                         |
| ------ | ------------------------------- | ----------- | ------- | --------- | ------------------------------------------------------------------------ | -------------------------------------------------------------- |
| 1      | Totenglocke                     | 940 mm      | 417 kg  | a′        | „Sei getreu bis in den Tod, so will ich Dir die Krone des Lebens geben.“ | Die drei Kreuze von Golgatha                                   |
| 2      | Betglocke                       | 830 mm      | 341 kg  | h′        | „Dein Name werde geheiligt, Dein Reich komme, Dein Wille geschehe.“      | Zeichen der Dreieinigkeit Gottes: Flammenauge, Kreuz und Krone |
| 3      | Taufglocke, auch Friedensglocke | 700 mm      | 199 kg  | d″        | „Wer da glaubt und getauft wird, der wird selig werden.“                 | Taufschale mit Kreuz und Christusmonogramm                     |

## Nachweise
1. ↑  Geöffnete Kirchen sind Kirchen der evangelischen Landeskirche, die auch außerhalb der Gottesdienste zu festen Zeiten geöffnet sind.

Koordinaten: 47° 58′ 48,2″ N, 7° 48′ 28,4″ O